# Chemochine
Le chemochine sono un grande gruppo di proteine a basso peso molecolare della famiglia delle citochine caratterizzate da una buona omologia di struttura. La loro funzione principale consiste nell'attivazione e nel reclutamento (chemiotassi) dei leucociti nei siti di flogosi anche se alcune di esse svolgono e vengono prodotte in assenza di infiammazione o infezione per regolare il traffico dei leucociti nell'organismo.

## Struttura
Le chemochine sono proteine a basso peso molecolare (8-12 kD) tutte strutturalmente omologhe e provviste di uno o due ponti disolfuro, possono essere monomeri, dimeri o oligomeri. Se ne conoscono all'incirca 50 e vengono di norma divise in quattro classi in base al numero e alla posizione dei residui di cisteina collocati nella regione N-terminale, responsabili della formazione dei ponti disolfuro. Le quattro famiglie sono le chemochine CC, che possiedono i residui di cisteina adiacenti l'uno all'altro, la famiglia CXC, in cui sono separati da un amminoacido qualsiasi, la famiglia C, che possiede un solo residuo di cisteina e la famiglia CX3C, dove i due residui sono separati da tre amminoacidi qualsiasi. La maggior parte delle chemochine conosciute forma la famiglia CC e la famiglia CXC, la famiglia C ha pochi rappresentanti e della famiglia CX3C è nota solo la fractalchina. Le cellule che secernono chemochine, principalmente fibroblasti, cellule endoteliali, cellule epiteliali e leucociti lo fanno in particolare in seguito ad attivazione dei TLR e all'attivazione di fattori di trascrizione come NF-κB o AP-1 in seguito ad infezione o infiammazione, alcune chemochine però sono prodotte costitutivamente. Alcune chemochine legano eparan-solfato presente all'interno del glicocalice di alcune cellule, come quelle endoteliali, in questo modo è più facile per i leucociti circolanti venire a contatto con loro durante il rotolamento e l'extravasazione leucocitaria.
I recettori per le chemochine fanno parte della famiglia dei GPCR (G-Protein Coupled Receptors), strutturalmente sono perciò formati da una regione extracellulare che lega la chemochina, da sette α-eliche transmembrana e associati ad una proteina G sul versante citoplasmatico. Il legame della chemochina attiva il recettore ma al contempo ne diminuisce l'espressione sulla superficie cellulare. Sinora si conoscono 10 recettori CCR che legano le chemochine CC, 7 recettori CXCR che legano le chemochine CXC, 2 recettori XCL che legano le chemochine C e un solo recettore CX3CR che lega le chemochine CX3R. Di alcune chemochine, però, non si conosce il recettore corrispondente. I recettori per le chemochine sono presenti su tutti i leucociti, le cellule che ne sono più ricche sono i linfociti T.

## Tipologia
| Chemochina      | Nome alternativo                      | Recettore        | Funzioni                                                                                    |
| --------------- | ------------------------------------- | ---------------- | ------------------------------------------------------------------------------------------- |
| Chemochine CC   |                                       |                  |                                                                                             |
| CCL1            | I-309, TCA-3                          | CCR8             | Reclutamento di monociti e migrazione di cellule endoteliali                                |
| CCL2            | MCP-1                                 | CCR2             | Reclutamento di diversi tipi di leucociti                                                   |
| CCL3            | MIP-1α                                | CCR1, CCR5       | Reclutamento di diversi tipi di leucociti                                                   |
| CCL4            | MIP-1β                                | CCR5             | Reclutamento di linfociti T, cellule dendritiche, monociti, cellule NK, corecettore per HIV |
| CCL5            | RANTES                                | CCR1, CCR3, CCR5 | Reclutamento di diversi tipi di leucociti                                                   |
| CCL6            | C10, MRP2                             | CCR1             | -                                                                                           |
| CCL7            | MCP-3, MARC                           | CCR1, CCR2, CCR3 | Reclutamento di diversi tipi di leucociti                                                   |
| CCL8            | MCP-2                                 | CCR3, CCR5       | Reclutamento di diversi tipi di leucociti                                                   |
| CCL9/CCL10      | MRP-2, CCF18                          | CCR1             | -                                                                                           |
| CCL11           | Eotassina                             | CCR3             | Reclutamento di eosinofili, basofili e linfociti TH2                                        |
| CCL12           | MCP-5                                 | CCR2             | Reclutamento di diversi tipi di leucociti                                                   |
| CCL13           | MCP-4, NCC-1, Ckβ10                   | CCR2, CCR3       | Reclutamento di diversi tipi di leucociti                                                   |
| CCL14           | HCC-1, MCIF, Ckβ1, NCC-2, CCL         | CCR1, CCR5       | -                                                                                           |
| CCL15           | MIP-1δ, Leucotactina-1, HCC-2, NCC-3  | CCR1, CCR3       | Reclutamento di diversi tipi di leucociti                                                   |
| CCL16           | HCC-4, NCC-4, LMC, Ckβ12              | CCR1, CCR2       | -                                                                                           |
| CCL17           | TARC, Dendrochina, ABCD-2             | CCR4             | Reclutamento di linfociti T e basofili                                                      |
| CCL18           | DC-CK1, PARC, AMAC-1, Ckβ7, MIP-4     | ?                | Homing dei linfociti e delle cellule dendritiche                                            |
| CCL19           | MIP-3β/ELC, Exodus-3, Ckβ11           | CCR7             | Migrazione di linfociti T e di cellule dendritiche nei linfonodi                            |
| CCL20           | MIP-3α, Exodus-1, Ckβ4                | CCR6             | -                                                                                           |
| CCL21           | SLC, 6Ckine, Exodus-2, Ckβ9, TCA-4    | CCR7             | Migrazione di linfociti T e di cellule dendritiche nei linfonodi                            |
| CCL22           | MDC, DC/β-CK                          | CCR4             | Reclutamento di linfociti T e basofili                                                      |
| CCL23           | MPIF-1, Ckβ8, MIP-3                   | CCR1             | -                                                                                           |
| CCL24           | Eotassina-2, MPIF-2, Ckβ6             | CCR3             | Reclutamento di eosinofili, basofili e linfociti TH2                                        |
| CCL25           | TECK, Ckβ15                           | CCR9             | -                                                                                           |
| CCL26           | Eotassina-3, MIP-4α, IMAC, TSC-1      | CCR3             | Reclutamento di eosinofili, basofili e linfociti TH2                                        |
| CCL27           | CTACK, ILC, Eschina, Skinchina, PESKY | CCR10            | Migrazione nel derma                                                                        |
| CCL28           | MEC                                   | CCR10            | Migrazione nel derma                                                                        |
| Chemochine CXC  |                                       |                  |                                                                                             |
| CXCL1           | GROα, GRO1, NAP-3, KC                 | CXCR2            | Reclutamento di neutrofili                                                                  |
| CXCL2           | GROβ, GRO2, MIP-2α                    | CXCR2            | Reclutamento di neutrofili                                                                  |
| CXCL3           | GROγ, GRO3, MIP-2β                    | CXCR2            | Reclutamento di neutrofili                                                                  |
| CXCL4           | PF4                                   | CXCR3B           | Aggregazione piastrinica                                                                    |
| CXCL5           | ENA-78                                | CXCR2            | Reclutamento di neutrofili                                                                  |
| CXCL6           | GCP-2                                 | CXCR1, CXCR2     | Reclutamento di neutrofili                                                                  |
| CXCL7           | NAP-2, CTAPIII, β-Ta, PEP             | CXCR2            | Reclutamento di neutrofili                                                                  |
| CXCL8           | IL-8, NAP-1, MDNCF, GCP-1             | CXCR1, CXCR2     | Reclutamento di neutrofili                                                                  |
| CXCL9           | MIG, CRG-10                           | CXCR3            | Reclutamento di linfociti T effettori                                                       |
| CXCL10          | IP-10, CRG-2                          | CXCR3, CXCR3B    | Reclutamento di linfociti T effettori                                                       |
| CXCL11          | I-TAC, β-R1, IP-9                     | CXCR3, CXCR7     | Reclutamento di linfociti T effettori                                                       |
| CXCL12          | SDF-1α/β, PBSF                        | CXCR4, CXCR7     | Reclutamento di diversi tipi di leucociti, corecettore per HIV                              |
| CXCL13          | BCA-1, BLC                            | CXCR5            | Migrazione dei linfociti B nei follicoli                                                    |
| CXCL14          | BRAK, Bolechina                       | -                | -                                                                                           |
| CXCL15          | WECHE, Lungchina                      | -                | -                                                                                           |
| CXCL16          | SRPSOX                                | CXCR6, CXCR5     | -                                                                                           |
| CXCL17          | DMC, VCC-1                            | -                | -                                                                                           |
| Chemochine C    |                                       |                  |                                                                                             |
| XCL1            | Linfotactina-α, SCM-1α, ATAC          | XCR-1            | Reclutamento di linfociti T e cellule NK                                                    |
| XCL2            | Linfotactina-β, SCM-1β                | XCR-1            |                                                                                             |
| Chemochine CX3C |                                       |                  |                                                                                             |
| CX3CL1          | Fractalchina, Neurotactina, ABCD-3    | CX3CR1           | Reclutamento di linfociti T, cellule NK e macrofagi, attivazione delle cellule NK e dei CTL |

## Funzioni

Esempio di come l'azione delle chemochine permetta un cambio di affinità nelle integrine, causando il rallentamento dei leucociti

In caso di infiammazione o di infezione le chemochine esposte sul glicocalice delle cellule endoteliali aumentano l'affinità delle integrine espresse sulla membrana plasmatica di alcuni leucociti come i granulociti neutrofili o i linfociti che ne vengono a contatto rotolando a contatto con la superficie luminale delle cellule endoteliali. L'espressione di queste chemochine è spesso causata dall'azione di TNF e IL-1, due citochine comunemente secrete dai macrofagi e dei linfociti NK. L'aumento dell'affinità delle integrine rallenta il rotolamento dei leucociti che in questo modo aderiscono all'endotelio e possono iniziare il processo di extravasazione leucocitaria mediante il quale lo oltrepassano per poi migrare nel sito di infezione o flogosi in base alla concentrazione delle chemochine che legano i loro recettori.
Ciascun recettore delle chemochine può legare di norma differenti tipi di chemochine che possono avere funzioni diverse o sovrapponibili per cui la specificità della risposta dipende più dall'assortimento dei recettori sulla superficie del leucocita che non dalla singola chemochina. Questo è anche un modo per indirizzare i leucociti ai tessuti corretti. Ad esempio la cute infiammata produce CCL17 e CCL27 e le cellule effettrici T dirette in quella direzione esporranno CCR4 e CCR10. Ancora, nell'intestino viene prodotta prevalentemente CCL25 che legherà con CCR9 espresso sui linfociti diretti lì.
In condizioni normali le chemochine regolano il traffico dei leucociti negli organi linfoidi e verso tessuti non-linfoidi sempre in base alla loro concentrazione. Questo principio è alla base della segregazione di alcune popolazioni linfocitarie in determinate porzioni dell'organo linfoide ed è fondamentale per la maturazione linfocitaria. Nei linfonodi, infatti, vengono prodotte le chemochine CCL19 e CCL21 che riconoscono il recettore CCR7 espresso nei linfociti T che non hanno ancora incontrato l'antigene e nelle cellule dendritiche (DC) che, invece, lo hanno appena catturato. Questo permette alle DC e ai linfociti T di incontrarsi nel linfonodo per dare inizio all'attivazione linfocitaria.
Le chemochine sono coinvolte anche nell'angiogenesi sia come pro-angiogenetici che come inibitori dell'angiogenesi; in questo processo sono coinvolte in particolare le chemochine CXC. Altre chemochine, come CXCR4, sono importanti nell'embriogenesi per la migrazione di alcune cellule dei foglietti embrionali che portano alla formazione di cuore e cervelletto.